# Ragnar Netler
John Ragnar Netler, född 30 maj 1911 i Norrköping, död 11 oktober 1992 i Halmstad, var en svensk läkare. 
Netler, som var son till disponent John Lind och Elsa Nilsson, avlade studentexamen i Norrköping 1930, blev medicine kandidat 1935 och medicine licentiat 1943 i Uppsala, var underläkare på Pensionsstyrelsens sjukhus i Nynäshamn 1943 och 1944–1946, på Hällnäs sanatorium 1946–1947, vid medicinska avdelningen på Umeå lasarett 1947–1948, vid medicinska avdelningen på Halmstads lasarett 1948–1954, praktiserande läkare i Halmstad sedan 1954. Han var skolläkare vid Halmstads högre allmänna läroverk sedan 1953, vid Halmstads handelsgymnasium sedan 1955, vid Halmstads kommunala flickskola och Halmstads folkskolor sedan 1962, Ljungbergsgårdens skolhem sedan 1963, praktiska realskolan sedan 1965. Han var ledamot Halmstads trafiksäkerhetskommitté 1956–1963. Han utgav Trichomonas-uretriten och dess behandling (1949).